# Tappe estere del Giro d'Italia
La lista delle tappe estere del Giro d'Italia propone tutte le tappe di ogni edizione della "Corsa Rosa" di ciclismo su strada che hanno sconfinato nel territorio di un'altra nazione. Vengono riportate quindi le tappe aventi partenza e/o arrivo in località straniere, ma anche le tappe che hanno avuto solo un sconfinamento in altri Paesi, pur iniziando e concludendosi in una località italiana.

## Storia
Sul primo sconfinamento all'estero del Giro d'Italia le fonti non sono concordi: l'archivio storico de La Stampa riporta che già nel 1910 la carovana passò dal comune francese di Breil-sur-Roya nella scalata al Colle di Tenda; altre fonti scrivono che nel 1920 la prima tappa da Milano a Torino portò i ciclisti per la prima volta all'estero, in territorio svizzero, affrontando la salita del Monte Ceneri nel Canton Ticino; mentre il sito ufficiale del Giro scrive che il primo sconfinamento si ebbe nel 1923 quando la tappa Milano-Torino passò dalla città svizzera di Locarno.
Bisognerà aspettare invece il 1938 per avere una tappa con località di partenza o di arrivo all'estero: sempre in Svizzera, la prima semitappa del 29 maggio partita da Varese terminò a Locarno, che fu sede di partenza della seconda semitappa in direzione di Milano.
L'edizione del 1965 segna invece la prima Grande Partenza del Giro d'Italia dall'estero, prendendo il via ufficialmente dalla Repubblica di San Marino.
Al 2024 sono venti le nazioni (esistenti o del passato) che hanno avuto il passaggio del Giro d'Italia sulle proprie strade: Austria, Belgio, Città del Vaticano, Croazia, Danimarca, Francia, Germania (anche come Germania Ovest), Grecia, Irlanda, Israele, Jugoslavia, Lussemburgo, Monaco, Paesi Bassi, Regno Unito, San Marino, Slovenia, Svizzera e Ungheria. Le tre tappe del 2018 in Israele rappresentano anche un unicum nella storia dei tre grandi giri (Tour de France, Giro d'Italia e Vuelta a Espana), in quanto è l'unica volta di uno sconfinamento di una di queste tre corse al di fuori dell'Europa. A queste nazioni si aggiunge la particolarità di Trieste e dei suoi territori, che dal 1947 al 1954 costituirono lo stato indipendente del Territorio Libero di Trieste, avendo il passaggio del Giro d'Italia nell'edizione del 1951.

## Lista delle tappe estere

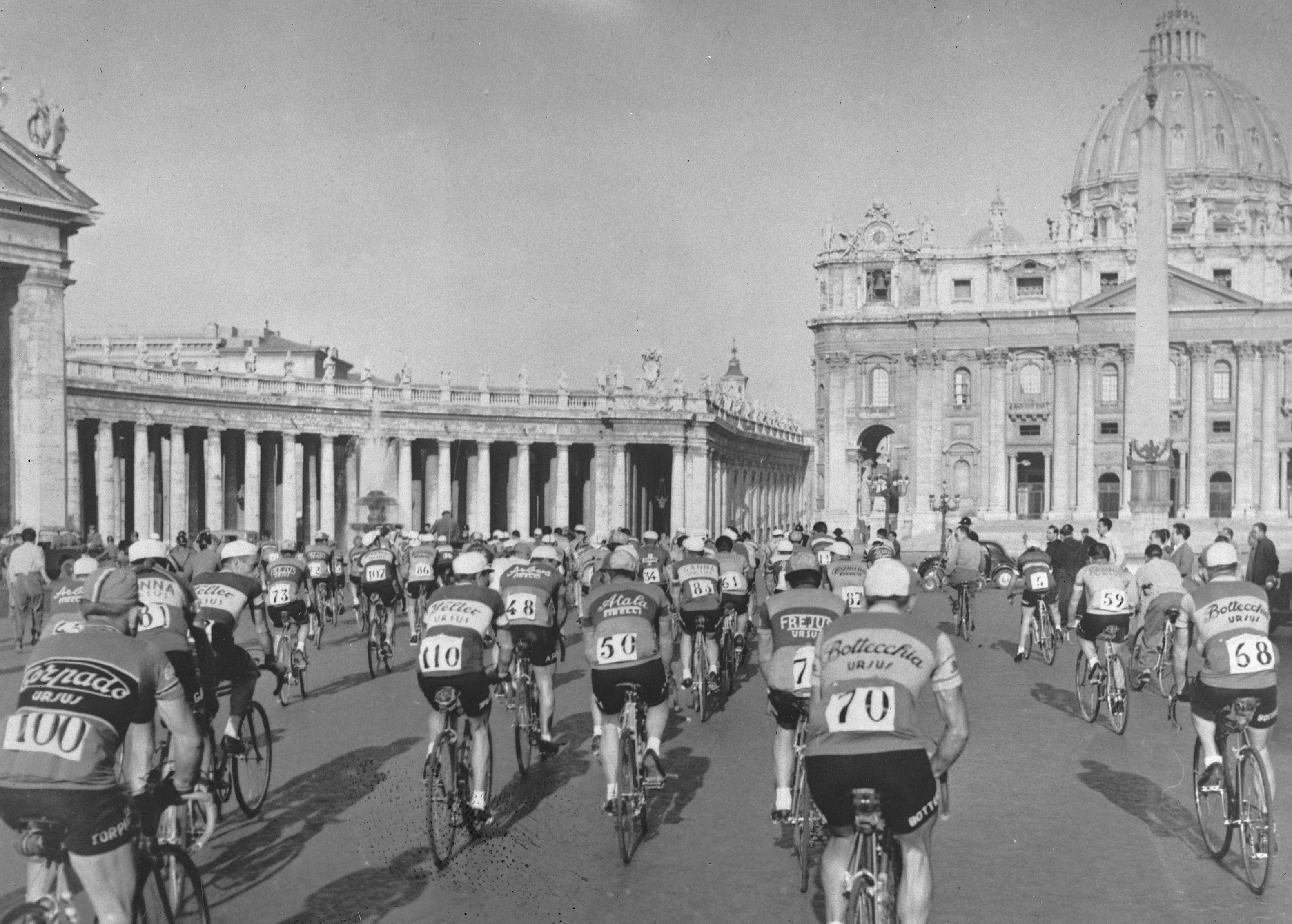
La carovana rosa mentre si dirige verso Piazza San Pietro nella Città del Vaticano, nel 1953.

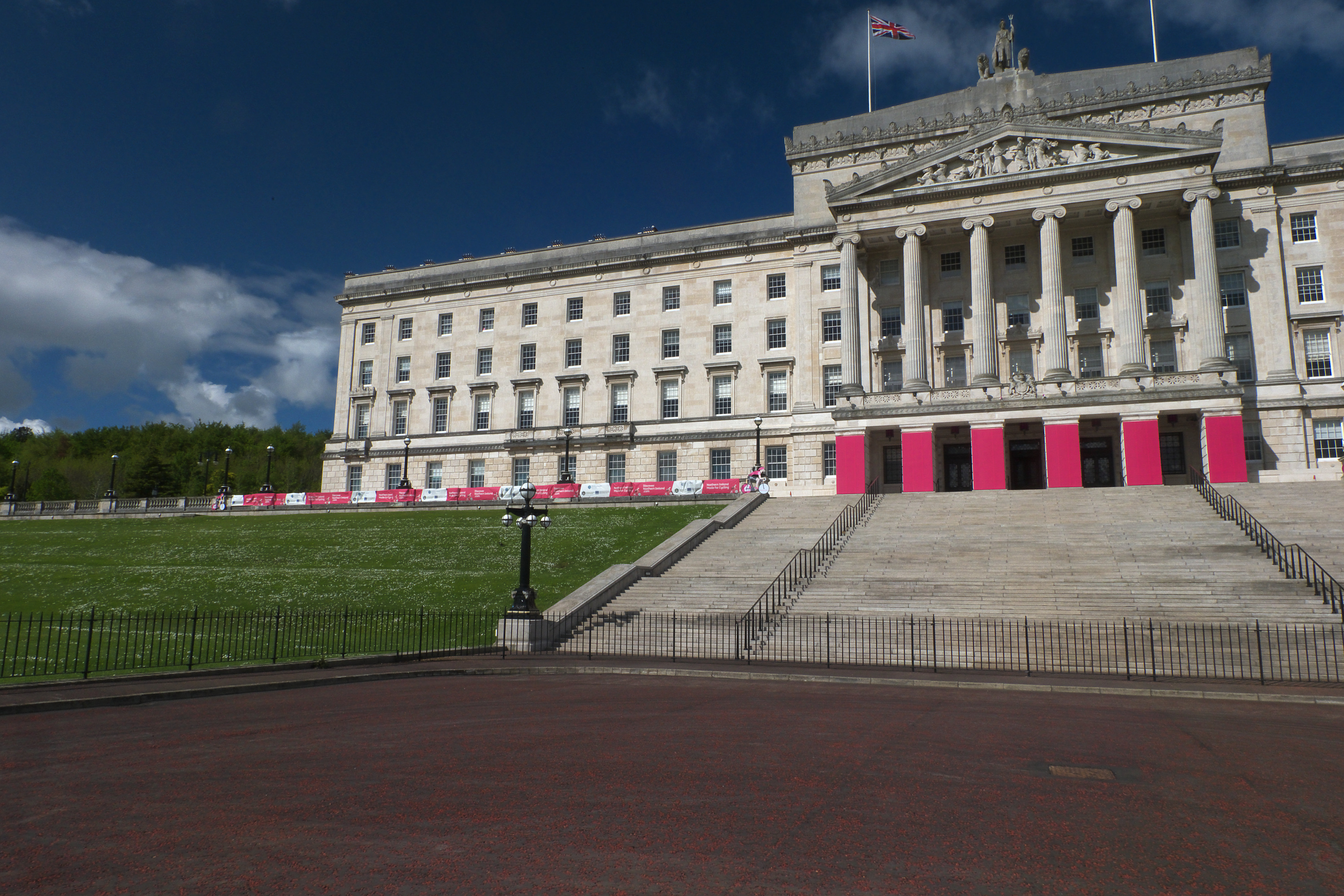
Il Parlamento dell'Irlanda del Nord addobbato con i colori rosa per celebrare la Grande Partenza del Giro d'Italia nel 2014.

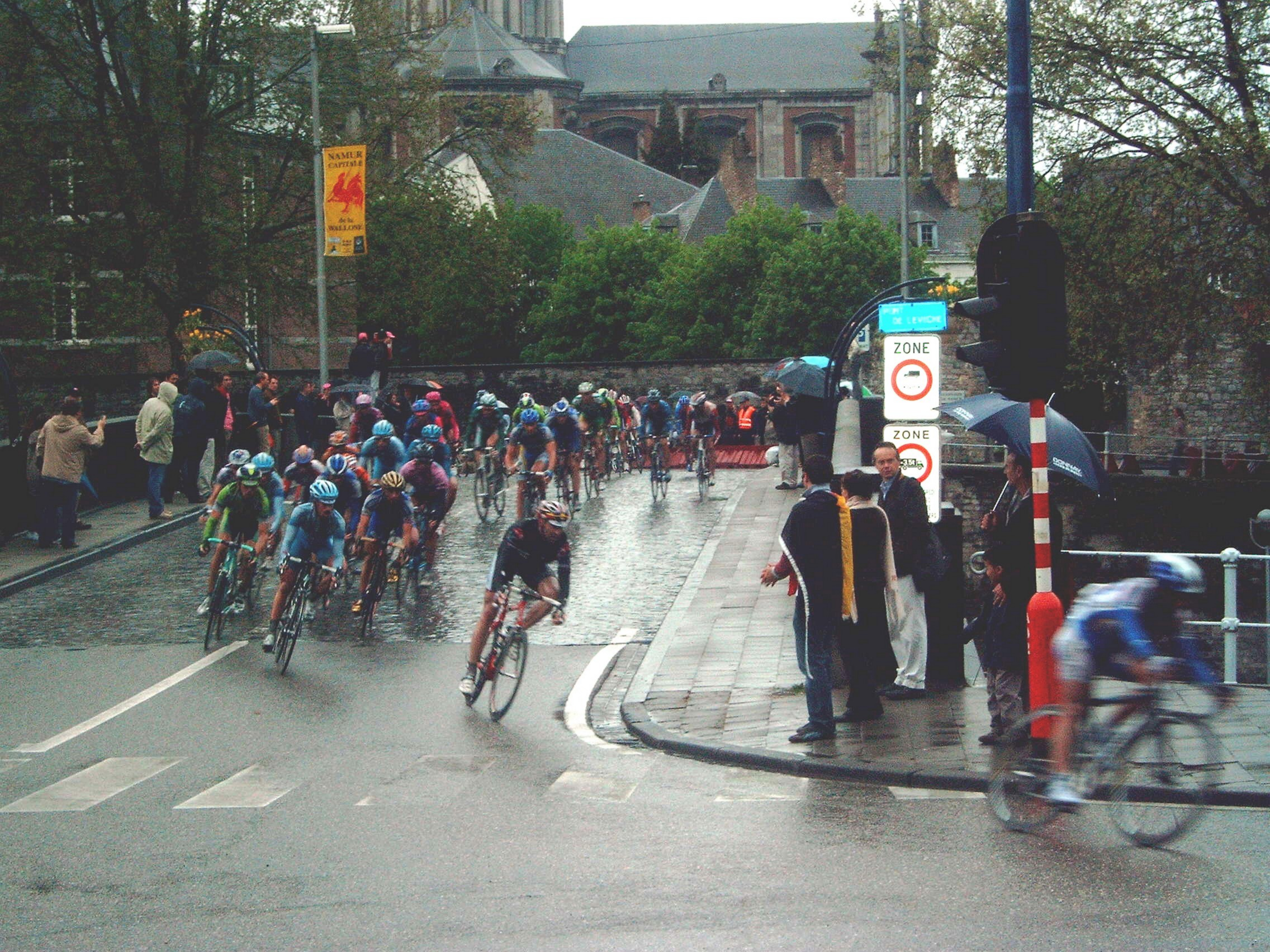
Il Giro mentre passa a Namur in Belgio, nel 2006.

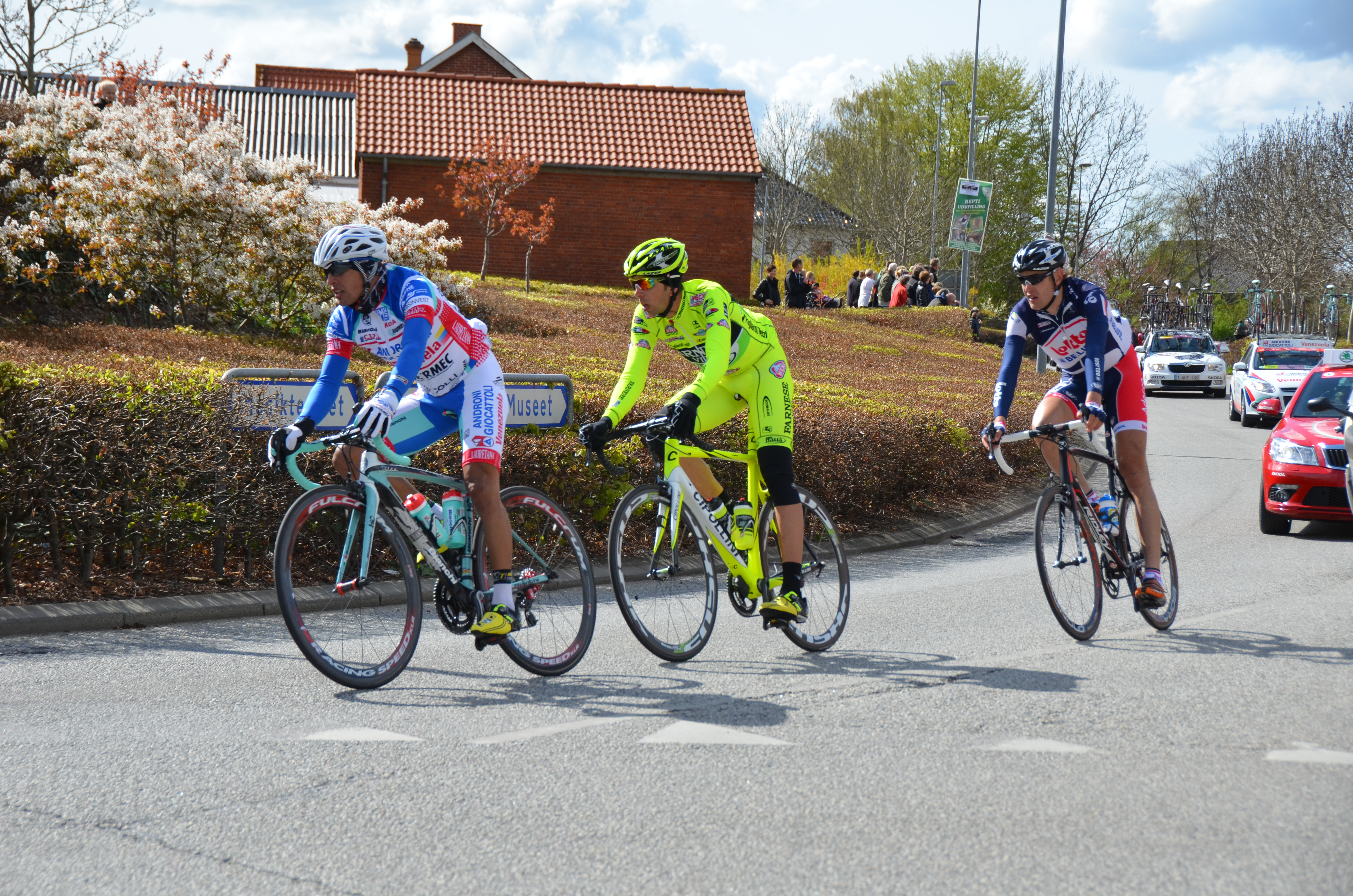
Passaggio a Holstebro (Danimarca), nel 2006.

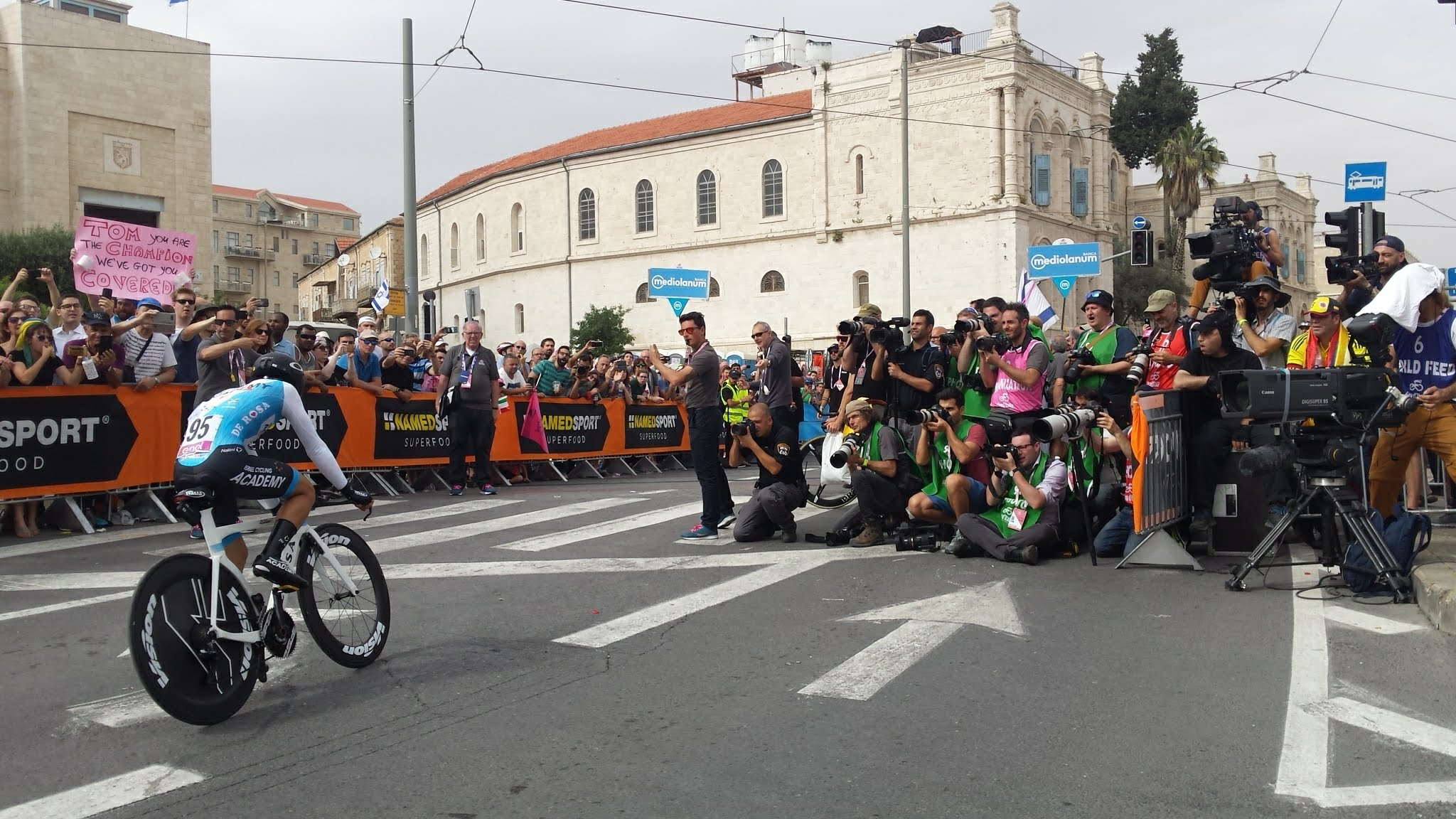
La cronometro individuale di Gerusalemme nel 2018.

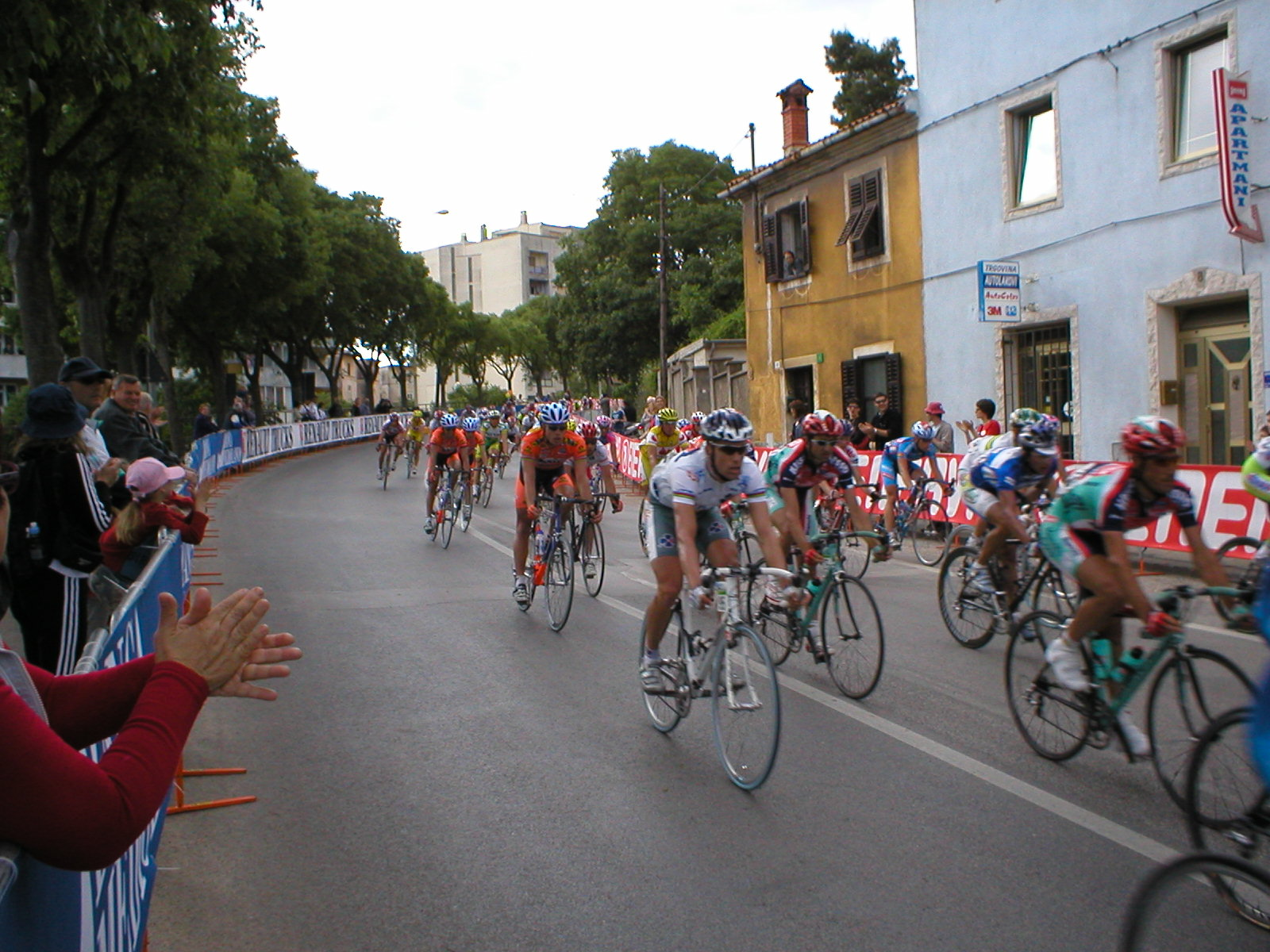
La carovana rosa mentre attraversa Pola in Croazia, nel 2004.

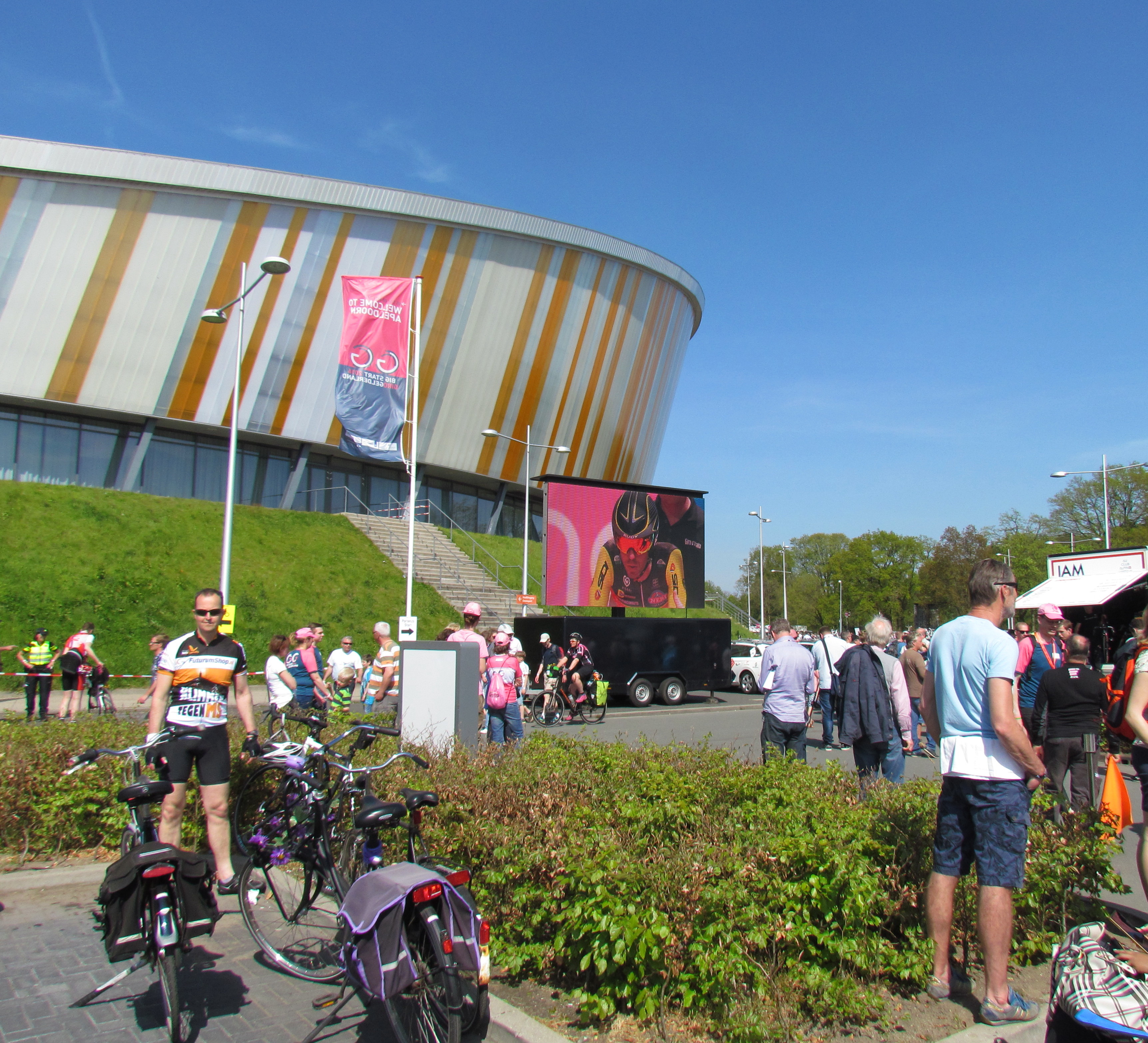
L'Omnisport Apeldoorn, sede della Grande Partenza del Giro d'Italia nel 2016.

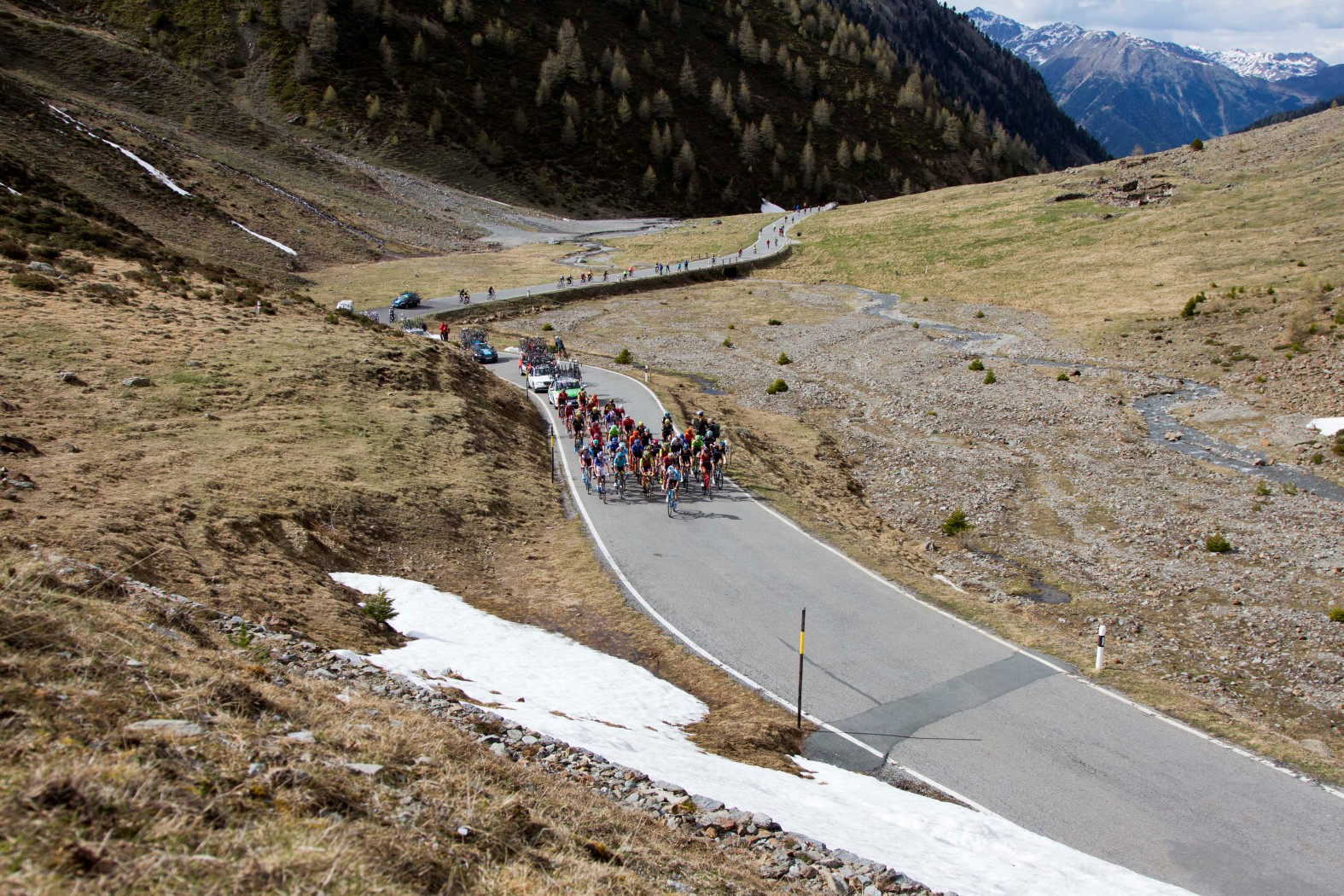
La salita di Umbrailpass, durante il Giro del 2017.

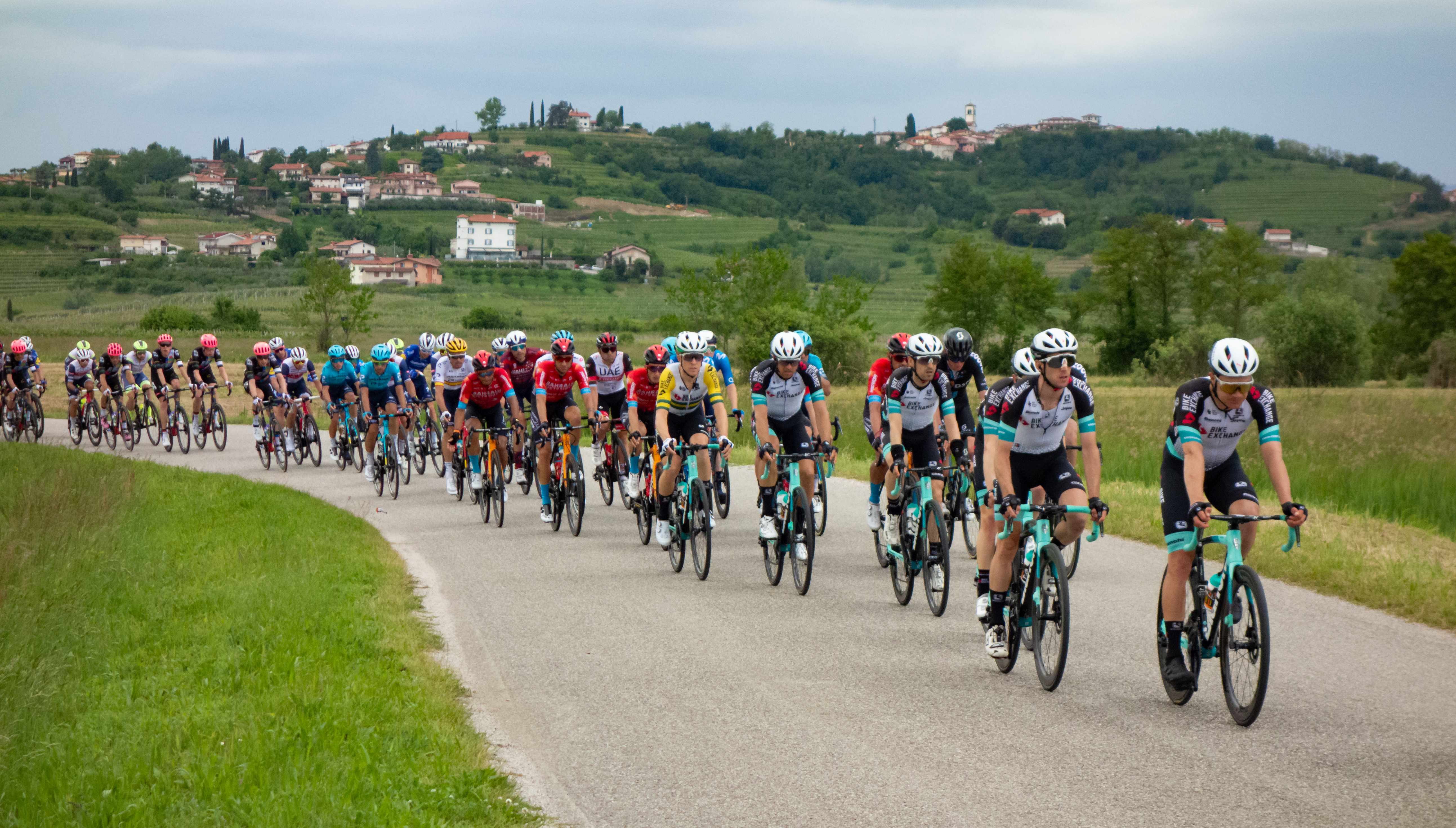
Il Giro del 2021 di passaggio in Slovenia.

| Edizione | Tappa                  | Sede di Partenza                | Sede di arrivo               | Nazioni attraversate |
| -------- | ---------------------- | ------------------------------- | ---------------------------- | -------------------- |
| 1909     | Nessuno sconfinamento  |                                 |                              |                      |
| 1910     | 9ª                     | Mondovì                         | Torino                       | Francia              |
| 1911     | 10ª                    | Oneglia                         | Mondovì                      | Francia              |
| 1912     | Nessuno sconfinamento  |                                 |                              |                      |
| 1913     |                        |                                 |                              |                      |
| 1914     |                        |                                 |                              |                      |
| 1919     |                        |                                 |                              |                      |
| 1920     | 1ª                     | Milano                          | Torino                       | Svizzera             |
| 1921     | Nessuno sconfinamento  |                                 |                              |                      |
| 1922     | 10ª                    | Torino                          | Milano                       | Svizzera             |
| 1923     | 1ª                     | Milano                          | Torino                       | Svizzera             |
| 1924     | Nessuno sconfinamento  |                                 |                              |                      |
| 1925     |                        |                                 |                              |                      |
| 1926     |                        |                                 |                              |                      |
| 1927     |                        |                                 |                              |                      |
| 1928     |                        |                                 |                              |                      |
| 1929     |                        |                                 |                              |                      |
| 1930     |                        |                                 |                              |                      |
| 1931     |                        |                                 |                              |                      |
| 1932     | 4ª                     | Ferrara                         | Rimini                       | San Marino           |
| 1933     | Nessuno sconfinamento  |                                 |                              |                      |
| 1934     |                        |                                 |                              |                      |
| 1935     |                        |                                 |                              |                      |
| 1936     |                        |                                 |                              |                      |
| 1937     |                        |                                 |                              |                      |
| 1938     | 18ª-1ª                 | Varese                          | Locarno                      | Svizzera             |
| 18ª-2ª   | Locarno                | Milano                          | Svizzera                     |                      |
| 1939     | Nessuno sconfinamento  |                                 |                              |                      |
| 1940     |                        |                                 |                              |                      |
| 1946     |                        |                                 |                              |                      |
| 1947     | 18ª                    | Brescia Sant'Eufemia            | Lugano                       | Svizzera             |
| 19ª      | Lugano                 | Milano                          | Svizzera                     |                      |
| 1948     | Nessuno sconfinamento  |                                 |                              |                      |
| 1949     | 17ª                    | Cuneo                           | Pinerolo                     | Francia              |
| 1950     | 6ª                     | Torino                          | Locarno                      | Svizzera             |
| 7ª       | Locarno                | Brescia                         | Svizzera                     |                      |
| 13ª      | Rimini                 | Arezzo                          | San Marino                   |                      |
| 1951     | 12ª                    | Rimini                          | Città di San Marino          | San Marino           |
| 16ª      | Venezia                | Trieste                         | Territorio Libero di Trieste |                      |
| 17ª      | Trieste                | Cortina d'Ampezzo               | Territorio Libero di Trieste |                      |
| 19ª      | Bolzano                | Sankt Moritz                    | Svizzera                     |                      |
| 20ª      | Sankt Moritz           | Milano                          | Svizzera                     |                      |
| 1952     | 19ª                    | Saint-Vincent                   | Verbania                     | Svizzera             |
| 1953     | 2ª                     | Abano Terme                     | Rimini                       | San Marino           |
| 1954     | 10ª                    | Firenze                         | Cesenatico                   | San Marino           |
| 21ª      | Bolzano                | Sankt Moritz                    | Svizzera                     |                      |
| 22ª      | Sankt Moritz           | Milano                          | Svizzera                     |                      |
| 1955     | 2ª                     | Torino                          | Cannes                       | Francia              |
| 3ª       | Cannes                 | Sanremo                         | Francia                      |                      |
| 14ª      | Ancona                 | Cervia                          | San Marino                   |                      |
| 1956     | 7ª                     | Città di San Marino             | Città di San Marino          | San Marino           |
| 1957     | 15ª                    | Saint-Vincent                   | Sion                         | Svizzera             |
| 16ª      | Sion                   | Campo dei Fiori di Varese       | Svizzera                     |                      |
| 1958     | 14ª                    | Città di San Marino             | Città di San Marino          | San Marino           |
| 1959     | 12ª                    | Rimini                          | Città di San Marino          | San Marino           |
| 21ª      | Aosta                  | Courmayeur                      | Svizzera                     |                      |
| 21ª      | Aosta                  | Courmayeur                      | Francia                      |                      |
| 1960     | Nessuno sconfinamento  |                                 |                              |                      |
| 1961     | 2ª                     | Torino                          | Sanremo                      | Francia              |
| 1962     | 11ª                    | Fano                            | Castrocaro Terme             | San Marino           |
| 1963     | 12ª                    | Biella                          | Leukerbad                    | Svizzera             |
| 13ª      | Leukerbad              | Saint-Vincent                   | Svizzera                     |                      |
| 1964     | 10ª                    | Marina di Ravenna               | Città di San Marino          | San Marino           |
| 20ª      | Cuneo                  | Pinerolo                        | Francia                      |                      |
| 1965     | 1ª                     | Città di San Marino             | Perugia                      | San Marino           |
| 18ª      | Biandronno             | Saas Fee                        | Svizzera                     |                      |
| 19ª      | Saas Fee               | Madesimo                        | Svizzera                     |                      |
| 1966     | 1ª                     | Monte Carlo                     | Diano Marina                 | Monaco               |
| Francia  | 1ª                     | Monte Carlo                     | Diano Marina                 |                      |
| 1967     | Nessuno sconfinamento  |                                 |                              |                      |
| 1968     | 1ª                     | Campione d'Italia               | Novara                       | Svizzera             |
| 16ª      | Cesenatico             | Città di San Marino             | San Marino                   |                      |
| 17ª      | Città di San Marino    | Foligno                         | San Marino                   |                      |
| 1969     | 14ª                    | Senigallia                      | Città di San Marino          | San Marino           |
| 15ª      | Cesenatico             | Città di San Marino             | San Marino                   |                      |
| 1970     | Nessuno sconfinamento  |                                 |                              |                      |
| 1971     | 15ª                    | Bibione                         | Lubiana                      | Jugoslavia           |
| 16ª      | Lubiana                | Tarvisio                        | Jugoslavia                   |                      |
| 17ª      | Tarvisio               | Großglockner                    | Austria                      |                      |
| 18ª      | Lienz                  | Falcade                         | Austria                      |                      |
| 1972     | 17ª                    | Livigno                         | Passo dello Stelvio          | Svizzera             |
| 1973     | Prologo                | Verviers                        | Verviers                     | Belgio               |
| 1ª       | Verviers               | Colonia                         | Belgio                       |                      |
| 1ª       | Verviers               | Colonia                         | Paesi Bassi                  |                      |
| 1ª       | Verviers               | Colonia                         | Germania Ovest               |                      |
| 2ª       | Colonia                | Lussemburgo                     | Germania Ovest               |                      |
| 2ª       | Colonia                | Lussemburgo                     | Lussemburgo                  |                      |
| 3ª       | Lussemburgo            | Strasburgo                      | Lussemburgo                  |                      |
| 3ª       | Lussemburgo            | Strasburgo                      | Francia                      |                      |
| 4ª       | Ginevra                | Aosta                           | Svizzera                     |                      |
| 4ª       | Ginevra                | Aosta                           | Francia                      |                      |
| 1974     | 1ª                     | Città del Vaticano              | Formia                       | Città del Vaticano   |
| 10ª      | Carpegna               | Modena                          | San Marino                   |                      |
| 16ª      | Valenza                | Monte Generoso                  | Svizzera                     |                      |
| 1975     | Nessuno sconfinamento  |                                 |                              |                      |
| 1976     |                        |                                 |                              |                      |
| 1977     | 7ª                     | Gabicce Mare                    | Forlì                        | San Marino           |
| 1978     | Nessuno sconfinamento  |                                 |                              |                      |
| 1979     | 8ª                     | Rimini                          | Città di San Marino          | San Marino           |
| 9ª       | Città di San Marino    | Pistoia                         | San Marino                   |                      |
| 1980     | Nessuno sconfinamento  |                                 |                              |                      |
| 1981     |                        |                                 |                              |                      |
| 1982     | 12ª                    | Cuneo                           | Pinerolo                     | Francia              |
| 1983     | Nessuno sconfinamento  |                                 |                              |                      |
| 1984     |                        |                                 |                              |                      |
| 1985     | 13ª                    | Cervia                          | Jesi                         | San Marino           |
| 19ª      | Domodossola            | Saint-Vincent                   | Svizzera                     |                      |
| 1986     | Nessuno sconfinamento  |                                 |                              |                      |
| 1987     | 13ª                    | Rimini                          | Città di San Marino          | San Marino           |
| 14ª      | Città di San Marino    | Lido di Jesolo                  | San Marino                   |                      |
| 1988     | 16ª                    | Merano                          | Innsbruck                    | Austria              |
| 17ª      | Innsbruck              | Borgo Valsugana                 | Austria                      |                      |
| 1989     | 18ª                    | Mendrisio                       | Monte Generoso               | Svizzera             |
| 1990     | 14ª                    | Klagenfurt                      | Klagenfurt                   | Austria              |
| 15ª      | Velden am Wörther See  | Dobbiaco                        | Austria                      |                      |
| 1991     | Nessuno sconfinamento  |                                 |                              |                      |
| 1992     |                        |                                 |                              |                      |
| 1993     |                        |                                 |                              |                      |
| 1994     | 12ª                    | Bibione                         | Kranj                        | Slovenia             |
| 13ª      | Kranj                  | Lienz                           | Slovenia                     |                      |
| 13ª      | Kranj                  | Lienz                           | Austria                      |                      |
| 14ª      | Lienz                  | Merano                          | Austria                      |                      |
| 20ª      | Cuneo                  | Les Deux Alpes                  | Francia                      |                      |
| 21ª      | Les Deux Alpes         | Sestriere                       | Francia                      |                      |
| 1995     | 15ª                    | Senales                         | Lenzerheide                  | Svizzera             |
| 16ª      | Lenzerheide            | Treviglio                       | Svizzera                     |                      |
| 20ª      | Briançon               | Gressoney-Saint-Jean            | Francia                      |                      |
| 1996     | 1ª                     | Atene                           | Atene                        | Grecia               |
| 2ª       | Eleusi                 | Lepanto                         | Grecia                       |                      |
| 3ª       | Missolungi             | Giannina                        | Grecia                       |                      |
| 14ª      | Santuario di Vicoforte | Briançon                        | Francia                      |                      |
| 15ª      | Briançon               | Aosta                           | Francia                      |                      |
| 16ª      | Aosta                  | Losanna                         | Svizzera                     |                      |
| 17ª      | Losanna                | Biella                          | Svizzera                     |                      |
| 1997     | 3ª                     | Santarcangelo di Romagna        | Città di San Marino          | San Marino           |
| 4ª       | Città di San Marino    | Arezzo                          | San Marino                   |                      |
| 1998     | Prologo                | Nizza                           | Nizza                        | Francia              |
| 1ª       | Nizza                  | Cuneo                           | Francia                      |                      |
| 11ª      | Macerata               | Città di San Marino             | San Marino                   |                      |
| 12ª      | Città di San Marino    | Carpi                           | San Marino                   |                      |
| 20ª      | Darfo Boario Terme     | Mendrisio                       | Svizzera                     |                      |
| 21ª      | Mendrisio              | Lugano                          | Svizzera                     |                      |
| 22ª      | Lugano                 | Milano                          | Svizzera                     |                      |
| 1999     | Nessuno sconfinamento  |                                 |                              |                      |
| 2000     | 19ª                    | Saluzzo                         | Briançon                     | Francia              |
| 20ª      | Briançon               | Sestriere                       | Francia                      |                      |
| 2001     | 10ª                    | Lido di Jesolo                  | Lubiana                      | Slovenia             |
| 11ª      | Bled                   | Gorizia                         | Slovenia                     |                      |
| 2002     | Prologo                | Groninga                        | Groninga                     | Paesi Bassi          |
| 1ª       | Groninga               | Münster                         | Paesi Bassi                  |                      |
| 1ª       | Groninga               | Münster                         | Germania                     |                      |
| 2ª       | Colonia                | Ans                             | Germania                     |                      |
| 2ª       | Colonia                | Ans                             | Belgio                       |                      |
| 3ª       | Verviers               | Esch-sur-Alzette                | Belgio                       |                      |
| 3ª       | Verviers               | Esch-sur-Alzette                | Lussemburgo                  |                      |
| 4ª       | Esch-sur-Alzette       | Strasburgo                      | Lussemburgo                  |                      |
| 4ª       | Esch-sur-Alzette       | Strasburgo                      | Germania                     |                      |
| 4ª       | Esch-sur-Alzette       | Strasburgo                      | Francia                      |                      |
| 2003     | Nessuno sconfinamento  |                                 |                              |                      |
| 2004     | 11ª                    | Porto Sant'Elpidio              | Cesena                       | San Marino           |
| 14ª      | Trieste                | Pola                            | Slovenia                     |                      |
| 14ª      | Trieste                | Pola                            | Croazia                      |                      |
| 15ª      | Parenzo                | San Vendemiano                  | Croazia                      |                      |
| 15ª      | Parenzo                | San Vendemiano                  | Slovenia                     |                      |
| 2005     | 15ª                    | Lissone                         | Livigno                      | Svizzera             |
| 2006     | 1ª                     | Seraing                         | Seraing                      | Belgio               |
| 2ª       | Mons                   | Charleroi                       | Belgio                       |                      |
| 3ª       | Perwez                 | Namur                           | Belgio                       |                      |
| 4ª       | Wanze                  | Hotton                          | Belgio                       |                      |
| 7ª       | Cesena                 | Saltara                         | San Marino                   |                      |
| 14ª      | Aosta                  | Domodossola                     | Svizzera                     |                      |
| 18ª      | Sillian                | Gemona del Friuli               | Austria                      |                      |
| 2007     | 12ª                    | Scalenghe                       | Briançon                     | Francia              |
| 16ª      | Agordo                 | Lienz                           | Austria                      |                      |
| 17ª      | Lienz                  | Monte Zoncolan                  | Austria                      |                      |
| 2008     | 11ª                    | Urbania                         | Cesena                       | San Marino           |
| 17ª      | Sondrio                | Locarno                         | Svizzera                     |                      |
| 18ª      | Mendrisio              | Varese                          | Svizzera                     |                      |
| 2009     | 6ª                     | Bressanone                      | Mayrhofen                    | Austria              |
| 7ª       | Innsbruck              | Chiavenna                       | Austria                      |                      |
| 7ª       | Innsbruck              | Chiavenna                       | Svizzera                     |                      |
| 2010     | 1ª                     | Amsterdam                       | Amsterdam                    | Paesi Bassi          |
| 2ª       | Amsterdam              | Utrecht                         | Paesi Bassi                  |                      |
| 3ª       | Amsterdam              | Middelburg                      | Paesi Bassi                  |                      |
| 20ª      | Bormio                 | Ponte di Legno-Passo del Tonale | Svizzera                     |                      |
| 2011     | 13ª                    | Spilimbergo                     | Großglockner                 | Austria              |
| 14ª      | Lienz                  | Monte Zoncolan                  | Austria                      |                      |
| 2012     | 1ª                     | Herning                         | Herning                      | Danimarca            |
| 2ª       | Herning                | Herning                         | Danimarca                    |                      |
| 3ª       | Horsens                | Horsens                         | Danimarca                    |                      |
| 2013     | 15ª                    | Cesana Torinese                 | Les Granges du Galibier      | Francia              |
| 16ª      | Valloire               | Ivrea                           | Francia                      |                      |
| 2014     | 1ª                     | Belfast                         | Belfast                      | Regno Unito          |
| 2ª       | Belfast                | Belfast                         | Regno Unito                  |                      |
| 3ª       | Armagh                 | Dublino                         | Regno Unito                  |                      |
| 3ª       | Armagh                 | Dublino                         | Irlanda                      |                      |
| 2015     | 17ª                    | Tirano                          | Lugano                       | Svizzera             |
| 18ª      | Melide                 | Verbania                        | Svizzera                     |                      |
| 2016     | 1ª                     | Apeldoorn                       | Apeldoorn                    | Paesi Bassi          |
| 2ª       | Arnhem                 | Nimega                          | Paesi Bassi                  |                      |
| 2ª       | Arnhem                 | Nimega                          | Germania                     |                      |
| 3ª       | Nimega                 | Arnhem                          | Paesi Bassi                  |                      |
| 19ª      | Pinerolo               | Risoul                          | Francia                      |                      |
| 20ª      | Guillestre             | Sant'Anna di Vinadio            | Francia                      |                      |
| 2017     | 16ª                    | Rovetta                         | Bormio                       | Svizzera             |
| 2018     | 1ª                     | Gerusalemme                     | Gerusalemme                  | Israele              |
| 2ª       | Haifa                  | Tel Aviv                        | Israele                      |                      |
| 3ª       | Be'er Sheva            | Eilat                           | Israele                      |                      |
| 2019     | 9ª                     | Riccione                        | Città di San Marino          | San Marino           |
| 2020     | Nessuno sconfinamento  |                                 |                              |                      |
| 2021     | 15ª                    | Grado                           | Gorizia                      | Slovenia             |
| 20ª      | Verbania               | Motta di Campodolcino           | Svizzera                     |                      |
| 2022     | 1ª                     | Budapest                        | Visegrád                     | Ungheria             |
| 2ª       | Budapest               | Budapest                        | Ungheria                     |                      |
| 3ª       | Kaposvár               | Balatonfüred                    | Ungheria                     |                      |
| 19ª      | Marano Lagunare        | Santuario di Castelmonte        | Slovenia                     |                      |
| 2023     | 13ª                    | Le Châble                       | Crans-Montana                | Svizzera             |
| 14ª      | Sierre                 | Cassano Magnago                 | Svizzera                     |                      |
| 2024     | Nessuno sconfinamento  |                                 |                              |                      |
| 2025     | 1ª                     | Durazzo                         | Tirana                       | Albania              |
| 2ª       | Tirana                 | Tirana                          | Albania                      |                      |
| 3ª       | Valona                 | Valona                          | Albania                      |                      |
| 14ª      | Treviso                | Nova Gorica                     | Slovenia                     |                      |
| 21ª      | Roma                   | Roma                            | Città del Vaticano           |                      |

## Statistiche

### Nazioni per edizioni di transito
Di seguito si riporta il numero di edizioni in cui una nazione è stata transitata da una tappa del Giro d'Italia.
| Edizioni | Nazione                      |
| -------- | ---------------------------- |
| 30       | Svizzera                     |
| 25       | San Marino                   |
| 19       | Francia                      |
| 8        | Austria                      |
| 6        | Slovenia                     |
| 4        | Paesi Bassi                  |
| 3        | Belgio                       |
| 2        | Città del Vaticano           |
| 2        | Germania                     |
| 2        | Lussemburgo                  |
| 1        | Albania                      |
| 1        | Croazia                      |
| 1        | Danimarca                    |
| 1        | Germania Ovest               |
| 1        | Grecia                       |
| 1        | Irlanda                      |
| 1        | Israele                      |
| 1        | Jugoslavia                   |
| 1        | Monaco                       |
| 1        | Regno Unito                  |
| 1        | Territorio Libero di Trieste |
| 1        | Ungheria                     |